# غريغوري ويلسون
غريغوري ويلسون (4 يناير 1958 في أستراليا - ) (بالإنجليزية: Gregory Wilson)‏ هو لاعب كريكت أسترالي. لعب مع فريق تسمانيا للكريكت.

## وصلات خارجية
- غريغوري ويلسون على موقع إي آس بي آن كريك إنفو (الإنجليزية)